# روشت کوچک
روشت کوچک یکی از روستاهای استان آذربایجان شرقی است که در دهستان بناجوی شمالی بخش مرکزی شهرستان بناب واقع شده‌است. 

## موقعیت جغرافیایی
این روستا در فاصله سه کیلومتری از شهرستان بناب واقع شده‌است. روستای روشت کوچک در دامنه کوه سهند و در جلگه‌ای حاصل خیز واقع شده‌است. این روستا از سمت شمال به روستا آلقو، از سمت جنوب به روستای زاوشت، از سمت شرق به روستای روشت بزرگ و از سمت غرب به دریاچه ارومیه محدود شده‌است.

## جمعیت
طبق آخرین نتایج سرشماری عمومی نفوس و مسکن سال ۱۳۸۵ ه.ش، جمعیت روستای روشت کوچک ۱٬۴۹۲ نفر می‌باشد.

## زبان
مردم روستای روشت کوچک، همانند سایر مردم آذربایجان به زبان ترکی آذربایجانی و با گویش محلی صحبت می‌کنند.

## آثار تاریخی
روستای روشت کوچک بر خلاف برادر بزرگ خود، روستای روشت بزرگ اثر تاریخی خاصی ندارد. شاید قدیمی‌ترین بنای آن مسجد جامع و حمام عمومی روستا می‌باشد که مربوط به دهه چهل می‌باشند.